# Lillian Russell

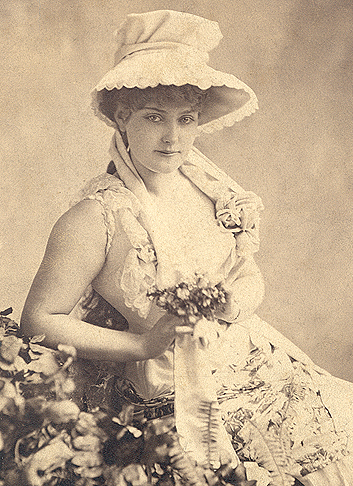
Lillian Russell.

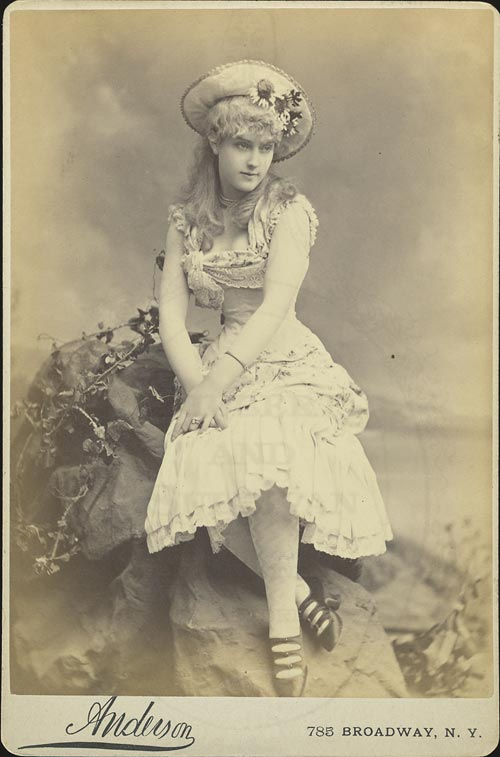
I operan Patience 1882.

Lillian Russell (eg. Helen Louise Leonard), född 4 december 1860 i Clinton i Iowa i USA, död 6 juni 1922 i Pittsburgh i Pennsylvania, var en amerikansk sångerska och skådespelerska. Hon var sin tids mest fotograferade kvinna. Russell var stor stjärna på scen i operetter och komediskådespel i såväl USA som i London.

## Karriär
Då Russell var 18 år separerade hennes föräldrar och hon flyttade då med sin mor till New York. Där studerade hon sång för Leopold Damrosch. I november 1879 gjorde hon sitt första framträdande på Broadway på Tony Pastors Casino Theater. Hon kallades då för en engelsk balladsångerska. Pastor, känd som grundaren av vaudeville, introducerade många stora artister.

## Familj
Lillian Russell var gift första gången med Harry Braham (1879), andra gången med Edward Solomon (1885), tredje gången med John Haley Augustin Chatterton (känd under namnet Giovanni Perugini) (1894) och fjärde gången med Alexander Pollock Moore (1912). Med Solomon hade hon dottern Dorothy Lillian Russell, gift Calbit.